# 和田義雄
和田 義雄（わだ よしお、1887年（明治20年）10月23日 - 1962年（昭和37年）7月8日）は、大日本帝国陸軍軍人。最終階級は陸軍中将。

## 経歴
1887年（明治20年）に長野県で生まれた。陸軍士官学校第21期、陸軍大学校第30期卒業。米国駐在を経て、1932年（昭和7年）8月8日に陸軍騎兵大佐進級と同時に騎兵第5連隊長に着任。1934年（昭和9年）3月に騎兵第13連隊長に転じ、1936年（昭和11年）3月に陸軍騎兵学校教官に就任した。
1937年（昭和12年）8月2日に陸軍少将に進級し、騎兵第3旅団長に着任。1938年（昭和13年）7月に騎兵監部附となり、1939年（昭和14年）8月1日に軍馬補充部本部長に就任して10月2日に陸軍中将に進級した。1941年（昭和16年）3月1日に待命、3月31日に予備役に編入された。
1947年（昭和22年）11月28日、公職追放仮指定を受けた。

## 栄典
勲章等
- 1940年（昭和15年）8月15日 - 紀元二千六百年祝典記念章